# Losangeleské muzeum umění

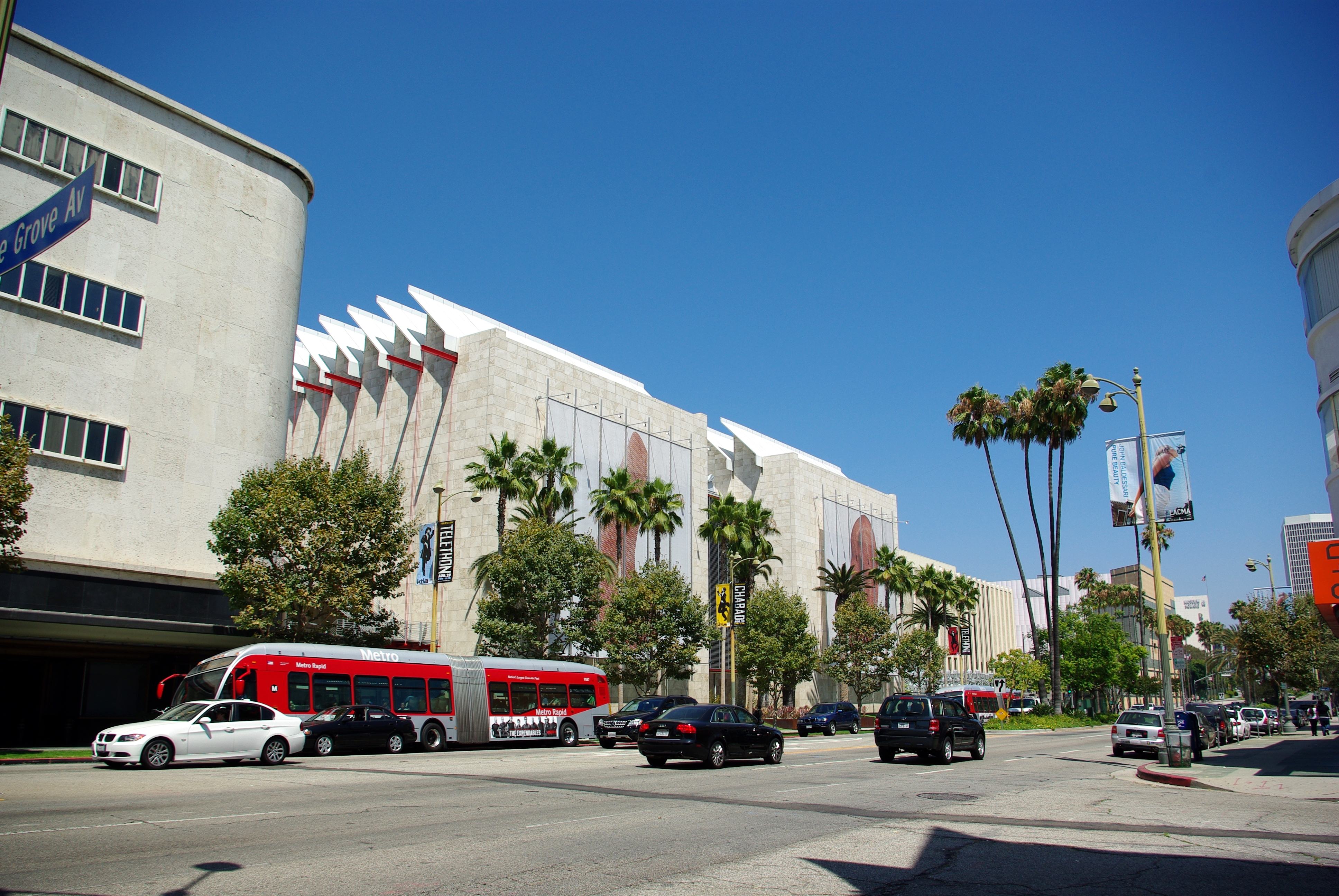
Pohled na jednu z budov muzea

Losangeleské muzeum umění (anglicky Los Angeles County Museum of Art, doslova Muzeum umění okresu Los Angeles, zkracováno LACMA) je galerie umění v Los Angeles v Kalifornii ve Spojených státech amerických.
Má v péči více než sto tisíc děl od starověku po současnost a ročně vykazuje skoro milion návštěvníků.

## Fotografie
Fotografické oddělení Wallise Annenberga bylo založeno v roce 1984 s grantem od nadace Ralph M. Parsons Foundation. Má fondy více než patnácti tisíc děl, které pokrývají období od vynálezu média v roce 1839 do současnosti. Fotografie je integrována i do jiných oddělení. Ačkoli sbírka fotografií LACMA zahrnuje celý obor, má mnoho mezer a je mnohem menší než sbírka J. Paul Getty Museum. V roce 1992 Audrey a Sydney Irmasovi darovali celou svou sbírku fotografií a vytvořily to, co je nyní sbírkou autoportrétů Audrey a Sydney Irmasových v Los Angeles County Museum of Art (Audrey and Sydney Irmas Collection of Artists' Self-Portraits), což je velký a vysoce specializovaný výběr pokrývající 150 let. Pár daroval sbírku dva roky předtím, než byla v LACMA uspořádána velká výstava sbírky; výstava zahrnovala fotografie uměleckých fotografů od chemika Alphonse Poitevina v roce 1853 po Roberta Mapplethorpa v roce 1988. Mezi dalšími autoportréty ve sbírce byly ty Andyho Warhola, Lee Friedlandera a Edwarda Steichena. Audrey Irmas pokračuje v nákupech do sbírky, ale nyní jsou všechny přírůstky dary pro LACMA. V roce 2008 LACMA oznámila, že Annenbergova nadace poskytla dar ve výši 23 milionů dolarů na pořízení sbírky fotografií z 19. a 20. století Marjorie a Leonarda Vernonových. Mezi 3500 předlohami jsou díla Edwarda Steichena, Edwarda Westona, Ansela Adamse, Eugèna Atgeta, Imogen Cunninghamová, Catheriny Opie, Cindy Shermanové, Barbary Krugerové, Ave Pildase a Man Raye. Dar také poskytl dotaci a kapitál na pomoc při budování skladovacích prostor pro fotografické fondy muzea, což vedlo k tomu, že jeho fotografické oddělení bylo přejmenováno na Wallis Annenberg Department of Photography. V roce 2011 LACMA a J. Paul Getty Trust společně získaly umělecký a archivní materiál Roberta Mapplethorpea, včetně více než 2 000 děl tohoto umělce.

### Galerie

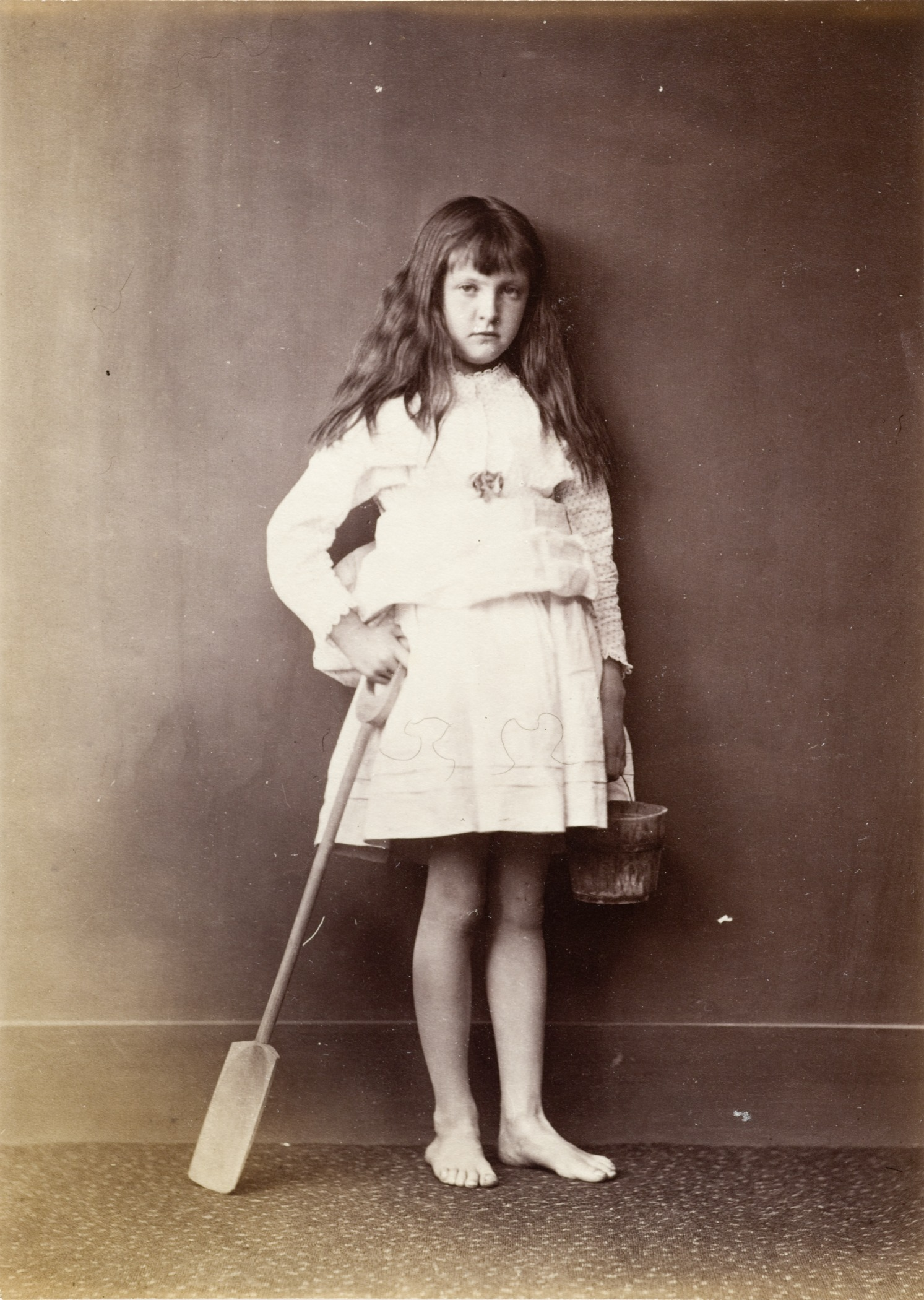
'Xie' Kitchin with Bucket and Spade
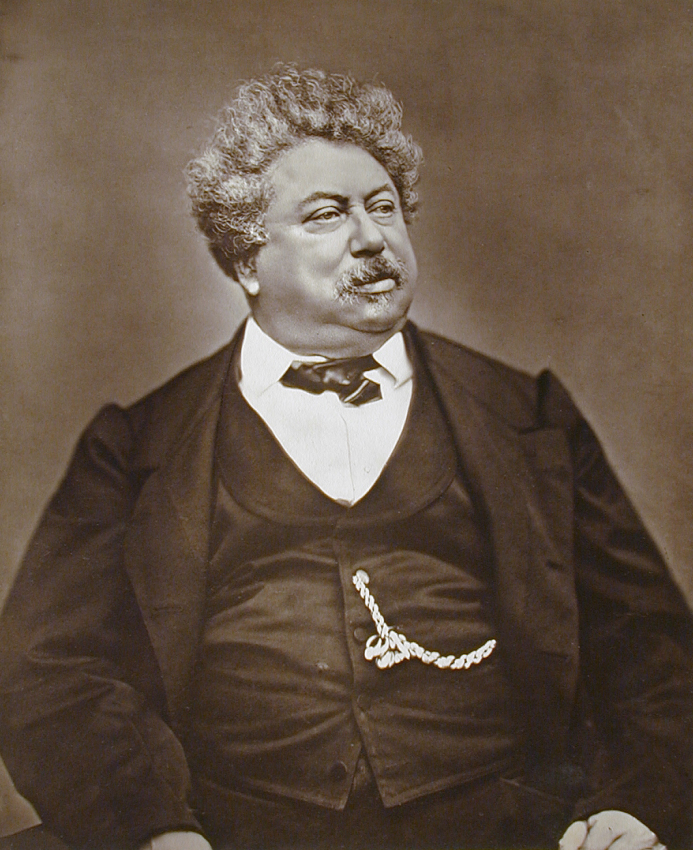
Alexandre Dumas Pere
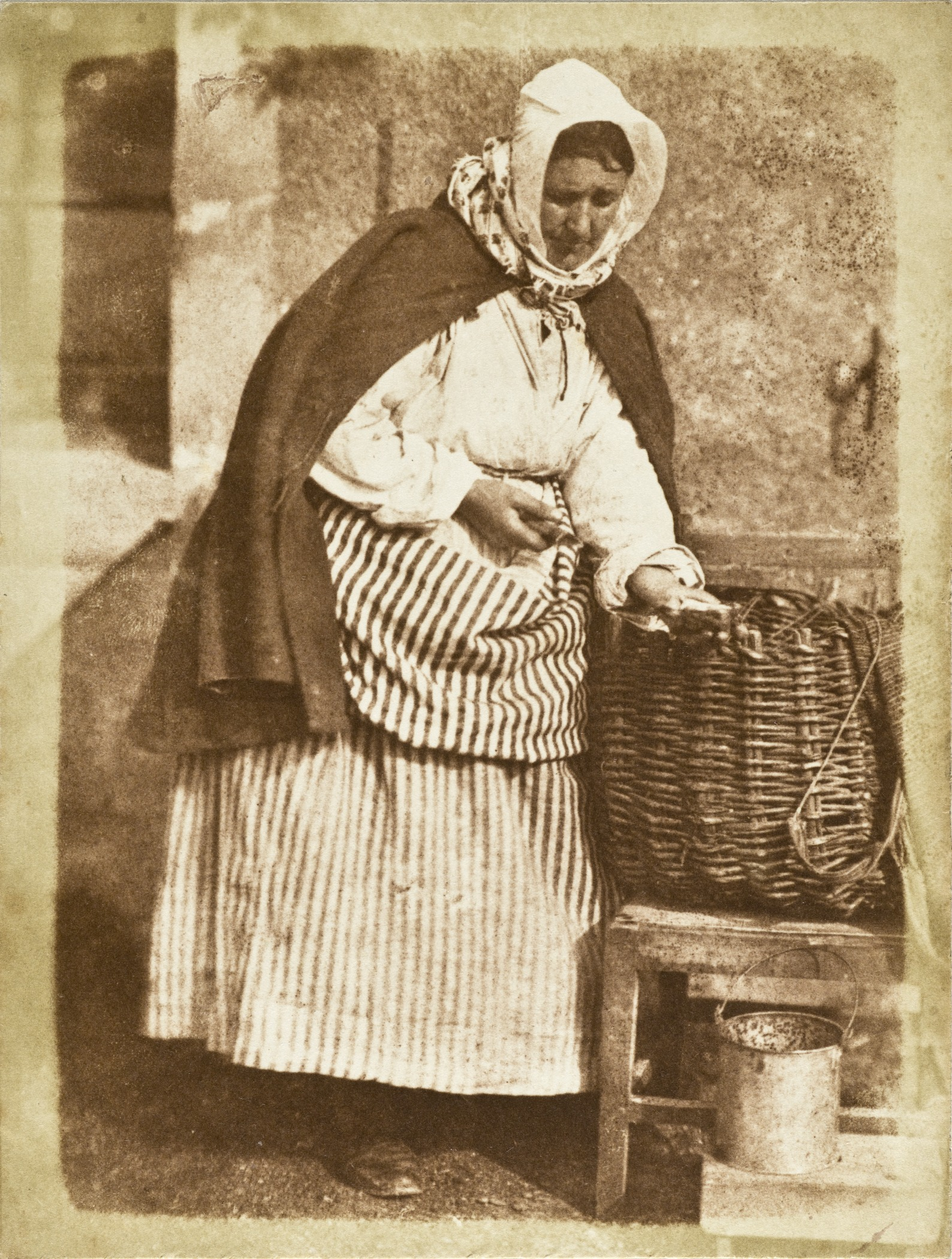
Aben Fishwife (Mrs. Flucker Of Newhaven, Shucking Oysters)
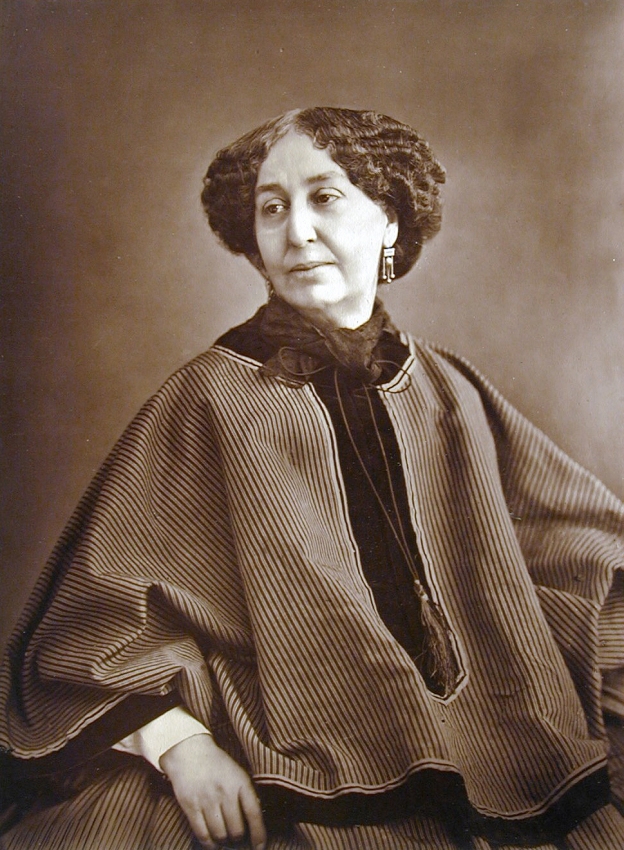
George Sand
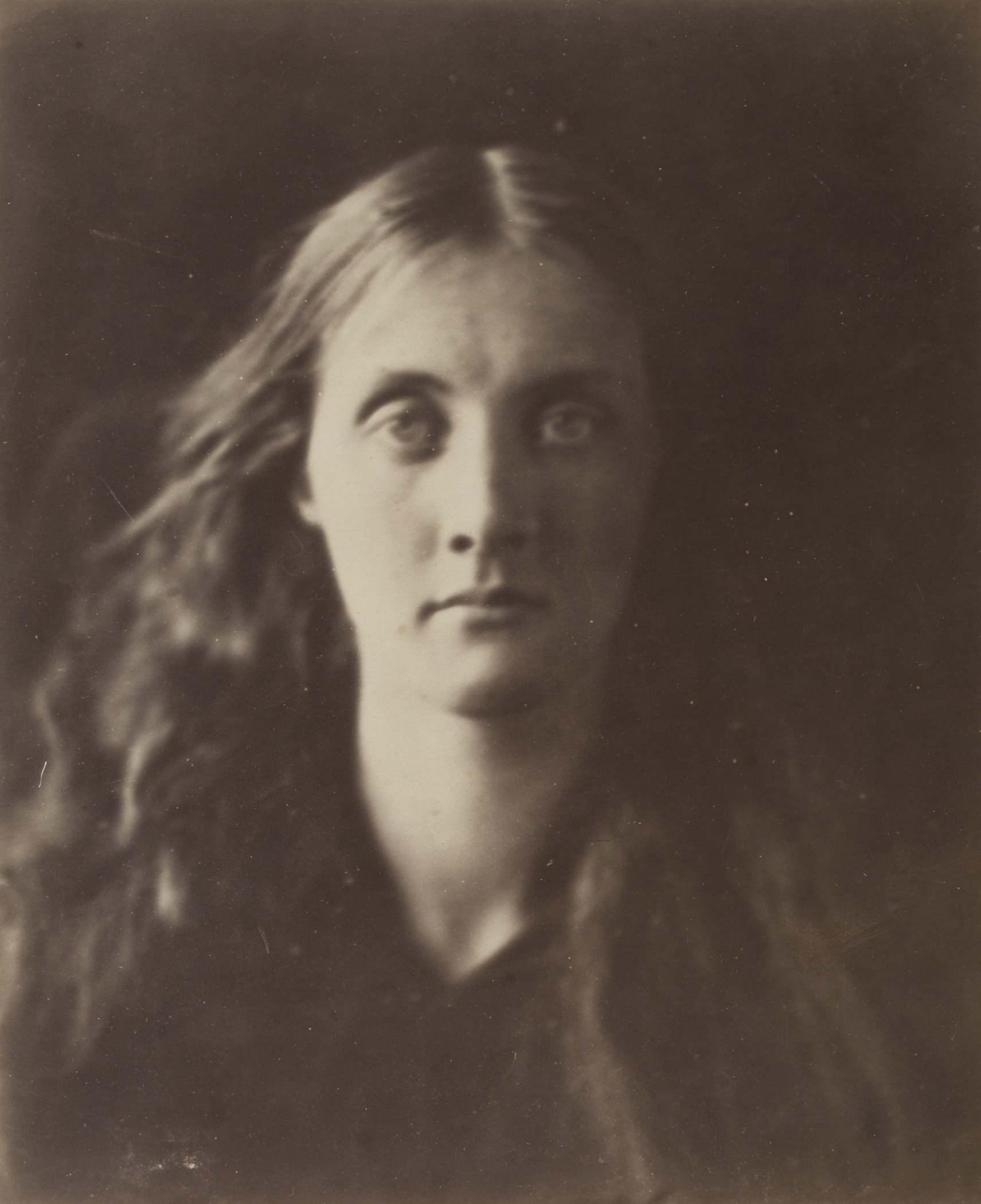
Julia Jackson
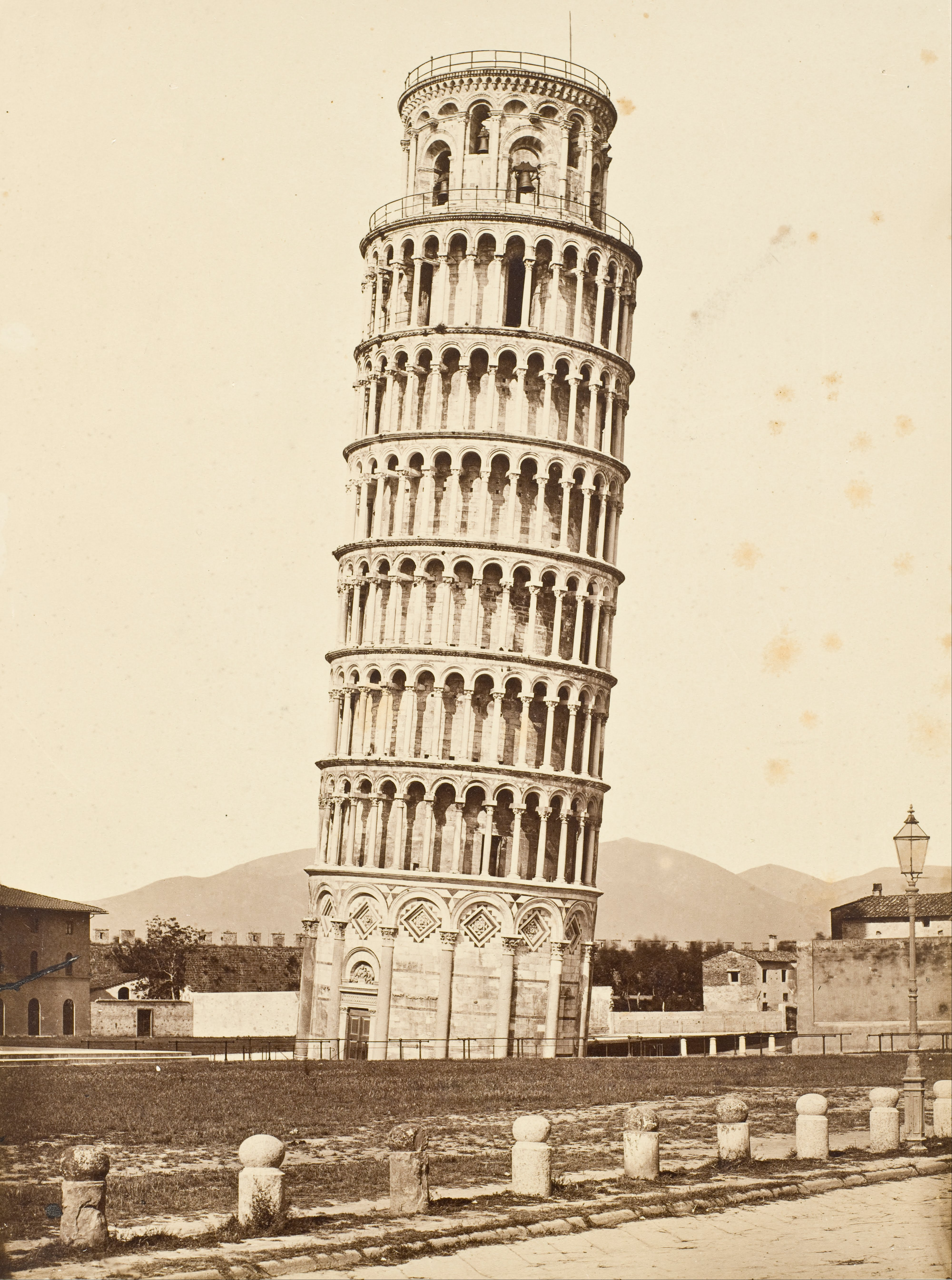
Alinari Brothers - Campanile, Pisa
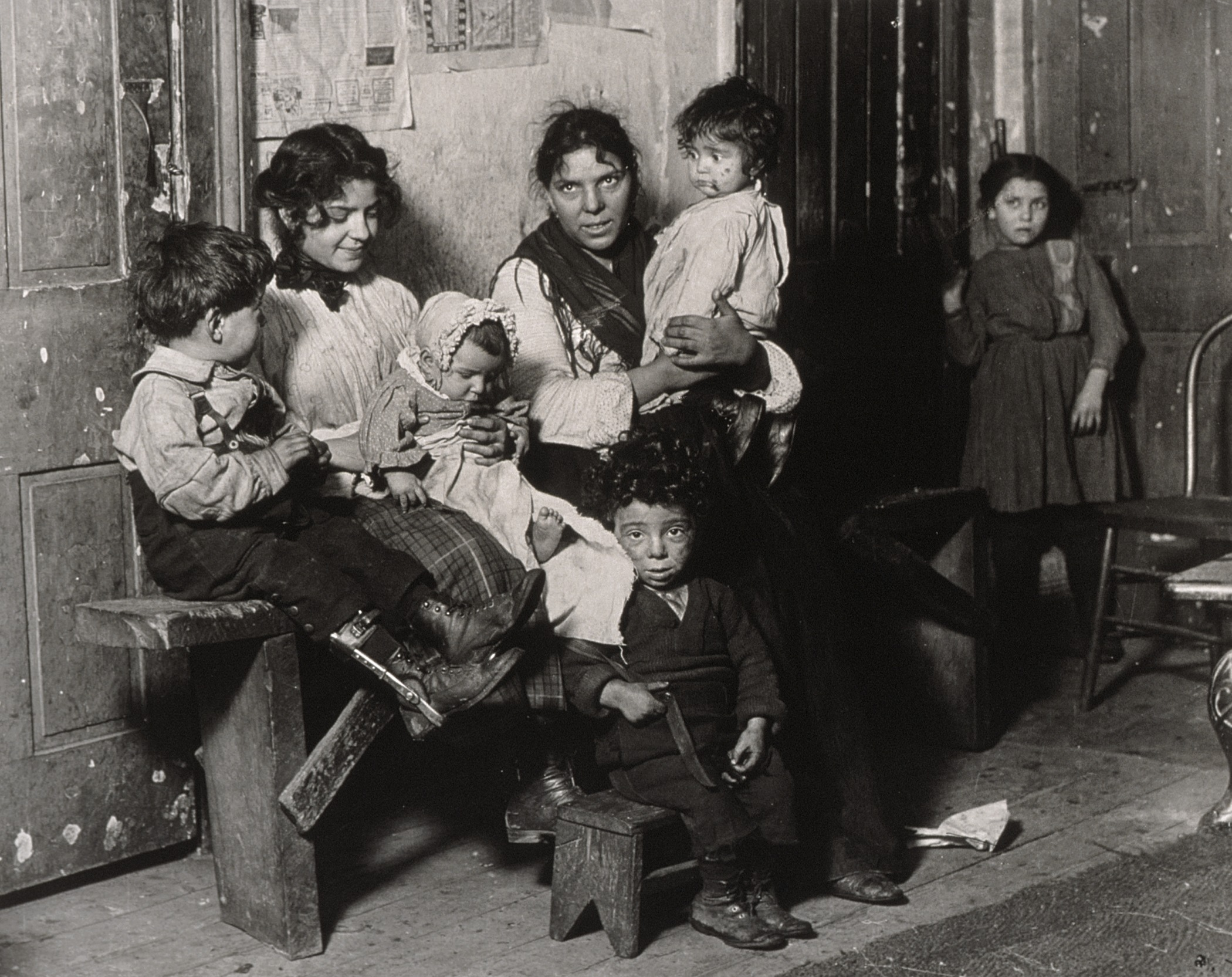
An Italian Home Near Hull House, 1910